# Агапія
Ага́пія — християнське жіноче ім'я, чоловіча форма імені Агапій. Походить від давньогрецького імені Αγάπη, утвореного від грец. ἀγάπη («любов»). З огляду на це його можна вважати варіантом імені Любов, яке як відомо, являє собою кальку з грец. Αγάπη.
Окрім того, в українській мові ім'я «Агапія» в більшості випадків може бути народним українським варіантом канонічного «Агафія», пов'язаним з поширеною практикою заміни первісно невластивого слов'янським мовам звука «ф» на «п» (пор. «Панас» замість канонічного «Афанасій»).
Українські зменшені форми: Гапа, Гапонька.

## Іменини
Для канонічного імені Агафія
- За православним календарем (новий стиль) — 10 січня, 18 лютого, 11 листопада. Для спорідненого імені Агафа — 6 січня.
- За католицьким календарем — 5 лютого, 20 вересня.

Для канонічного імені Агапія
- За православним календарем (новий стиль) — 29 квітня (Агапія Аквілейська)[3]
- За католицьким календарем — 25 січня, 15 лютого, 3 квітня, 28 грудня[4].

## Відомі носії
- Агапія Аквілейська (III—IV ст.) — мучениця
- Алі́пія Голосі́ївська (Київська) (у миру — Агапія Тихонівна Авдєєва)